# Doğan Türk Birliği SK
Maillots
Le Doğan Türk Birliği Spor Kulübü, plus couramment abrégé en Doğan TBSK, est un club de football de Chypre du Nord fondé en 1938 et basé dans la ville de Girne.

## Histoire
Le club est fondé en 1938 dans la ville de Limassol dans le sud de Chypre. Après l'invasion turque de Chypre menée par les forces armées turques qui occupent l'île, le club est forcé à déplacer son quartier général à Girne au nord de Chypre. 
Le nom Doğan est rajouté au nom du club en 1952 à la suite de la fusion avec le club de la ville de Girne, Doğan Güneş (soleil levant). Leurs couleurs sont le jaune et bleu.

## Palmarès
| \| - Championnat de Chypre du Nord (7) : - Champion : 1955-56, 1956-57, 1958-59, 1990-91, 1991-92, 1993-94 et 2009-10. - Vice-champion : 1961-62, 1962-63, 1988-89 et 1992-93. - Coupe de Chypre du Nord (2) : - Vainqueur : 1977-78 et 2011-12. - Finaliste : 1955-56, 1956-57, 1984-85, 1987-88, 1988-79, 1989-90 et 2011-22. \| \| - Supercoupe de Chypre du Nord : - Finaliste : 1991, 1992, 1994 et 2012. \| |  |                                                                          |
| - Championnat de Chypre du Nord (7) : - Champion : 1955-56, 1956-57, 1958-59, 1990-91, 1991-92, 1993-94 et 2009-10. - Vice-champion : 1961-62, 1962-63, 1988-89 et 1992-93. - Coupe de Chypre du Nord (2) : - Vainqueur : 1977-78 et 2011-12. - Finaliste : 1955-56, 1956-57, 1984-85, 1987-88, 1988-79, 1989-90 et 2011-22.                                                                                      |  | - Supercoupe de Chypre du Nord : - Finaliste : 1991, 1992, 1994 et 2012. |

## Personnalités du club

### Présidents du club
| - İrfan Demirel (1938) - Dt. Hüseyin Şefik (1938 - 1939) - Hüseyin Derviş Amerikalı (1939 - 1940) - Ahmet Mithat Berberoğlu (1940 - 1941) - Ziya Rızkı (1942 - 1945) - Münip Derviş Çaylak (1945 - 1946) - İsmail Karagözlü (1946 - 1948) - Salih Keleşoğlu (1948 - 1949) - Hasan Cengiz (1950 - 1953) - Ayhan Salih Berkalp (1953 - 1954) - Ayten Berkalp (1955 - 1956) - Hasan Asova (1956 - 1960) - Kamran Ezel (1960 - 1967) | - Dr. Erbay Arman (1967 - 1970) - Kubilay Çaydamlı (1970 - 1972) - Bülent Keleşoğlu (1973 - 1975) - Muharrem Kuşadalı (1975 - 1977) - Rehavi Piskobolu (1977 - 1980) - Ayhan Halit (1980 - 1983) - Hüseyin Cenkler (1983 - 1984) - Oral Mahmut (1984 - 1987) - Mustafa Oğuz Alp (1987 - 1988) - Turgut Esendağlı (1989 - 1992) - Ersan Keleşoğlu (1992 - 1993) - Özdal Cam (1993 - 1994) - Veleddin Öztürk (1994 - 1997) | - Ercan Alp (1997 - 1998) - Varol Hacışakiroğlu (1998 - 1999) - Mustafa Otçuoğlu (1999 - 2000) - Önder Konuloğlu (2000 - 2001) - Hilmi Rasimoğlu (2001 - 2004) - Uluç Şonya (2004 - 2006) - Turgut Esendağlı (2007 - 2009) - Ünal Aydoğan (2007 - 2010) - Murat Girgen (2010 - 2012) - Bayar Piskobulu (2012 - ) |

### Entraîneurs du club
- Caner Özhan